# Bitwa pod Kuźniczami

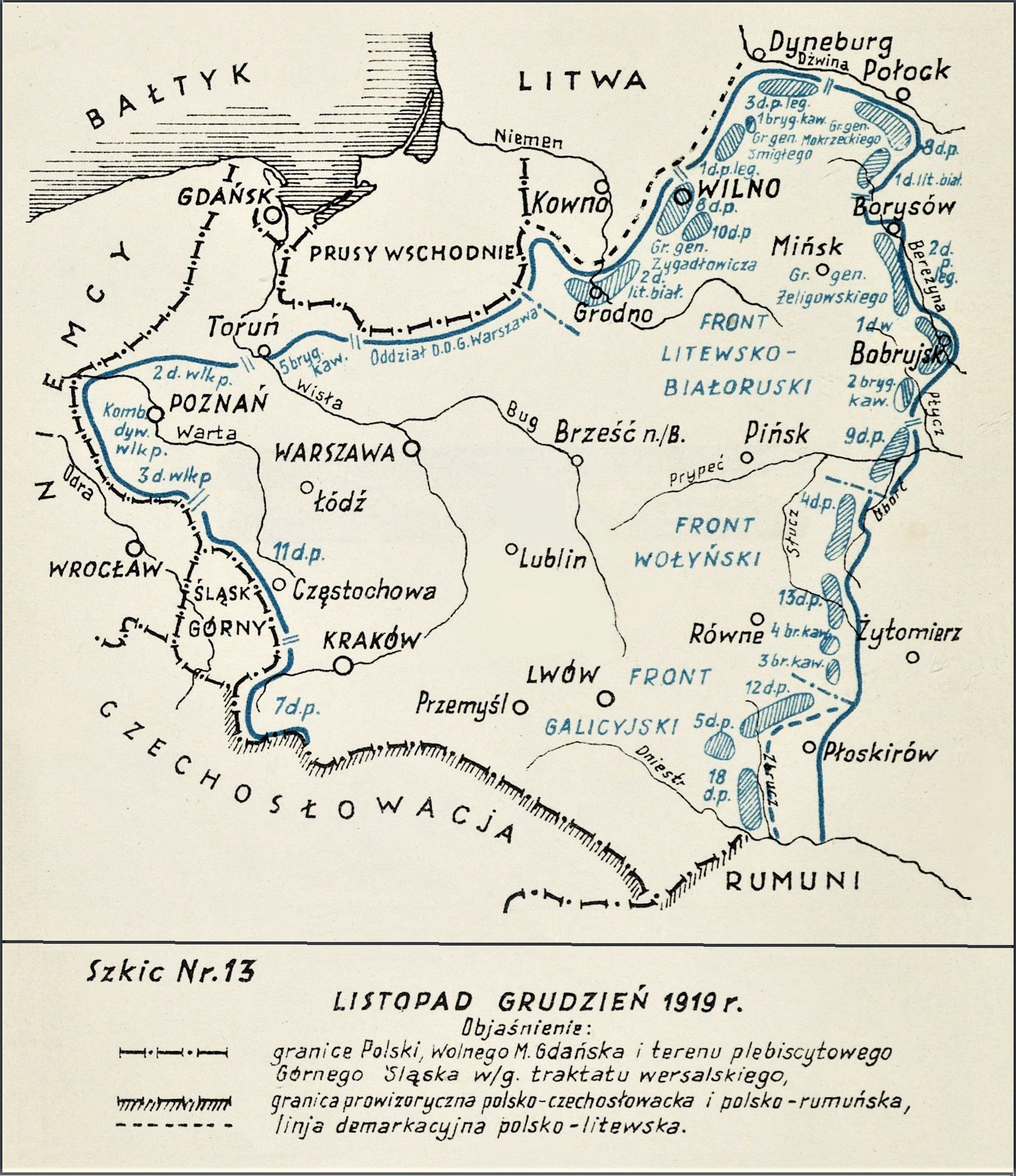
Adam Przybylski,
Wojna Polska 1918–1921

Bitwa pod Kuźniczami – walki grupy mjr. Feliksa Jaworskiego z sowieckim 415 i 417 pułkiem strzelców w czasie kampanii zimowej w okresie wojny polsko-bolszewickiej.

## Geneza
Zimą 1919/1920 na froncie polsko-sowieckim odnotowywano tylko działania lokalne. Linia frontu była rozciągnięta od środkowej Dźwiny, wzdłuż Berezyny, Uborci, Słucza, po Dniestr.  Zastój w działaniach wojennych obie strony wykorzystywały na przygotowanie się do decydujących rozstrzygnięć militarnych planowanych na wiosnę i lato 1920.  
9 Dywizja Piechoty płk. Władysława Sikorskiego zajmowała stanowiska na prawym brzegu Uborci. Jej 22 pułk piechoty obsadzał 75 kilometrowy odcinek frontu na linii Kruszniki – Buda – Sokołodniki – Machnowicze – Śnickie Pole – Stodolicze – Kartenicze – Bobrowe. W jego ugrupowaniu działał 4 Wołyński dywizjon strzelców konnych mjr. Feliksa Jaworskiego. Poddziały ogólnowojskowe wspierała 4 bateria 7 pułku artylerii polowej i 1 bateria 9 pułku artylerii polowej. Na południowym skrzydle patrole kawalerii utrzymywano łączność z lewoskrzydłowymi oddziałami Frontu Wołyńskiego. W rejonie Kuźnicz i Sławeczna dowództwo sowieckie skoncentrowało 415 i 417 pułk strzelców, szykując się do uderzenia na oddziały 9 Dywizji Piechoty.

## Walczące wojska
| Jednostka                    | Dowódca                  | Podporządkowanie   |
| Wojsko Polskie               |                          |                    |
| dowództwo 9 Dywizji Piechoty | płk Władysław Sikorski   | Front Lit. Biał.   |
| ⇒ grupa mjr. Jaworskiego     | mjr Feliks Jaworski      | 9 Dywizja Piechoty |
| ⇒ 22 pułk piechoty           | ppłk Władysław Grabowski | 9 Dywizja Piechoty |
| → 2/22 pułku piechoty        |                          | 22 pułk piechoty   |
| Armia Czerwona               |                          |                    |
| 47 Dywizja Strzelców         | I.I. Smolin              | 12 Armia           |
| → 139 BS (415., 416., 417 ps |                          |                    |

## Walki pod Kuźniczami
28 stycznia 1920 4 Wołyński dywizjon strzelców konnych mjr. Feliksa Jaworskiego otrzymał rozkaz wykonania wypadu na Kuźnicze i Sławeczno. Na okres walki podporządkowana mu została 1 kompania 22 pułku piechoty. Oddział wypadowy wyruszył do działania 29 stycznia, maszerując przy dwudziestopięciostopniowym mrozie w głębokim śniegu. Piechota pozostawała daleko w tyle za szwadronami jazdy.  
Jeszcze przed świtem spieszony 1 szwadron uderzył na Kuźnicze, a 2 szwadron na stację Sławeczno. Zlikwidowano sowieckie ubezpieczenia i niemal bez walki opanowano miejscowość i stację. Większość zaskoczonych czerwonoarmistów uciekła, a kilkuset dostało się do niewoli. Na pomoc obrońcom stacji załoga Owrucza wysłała pociąg pancerny. Polscy strzelcy konni uruchomili zdobyczną lokomotywę i skierowali ją na pancerkę. Ta, by uniknąć zderzenia, wycofała się. Po zniszczeniu urządzeń stacyjnych dywizjon wrócił do Stodolicz. 

## Bilans walk
Wypad zakończył się zwycięstwem polskich strzelców konnych. Wzięto do niewoli ponad trzystu jeńców, zdobyto dziewięć ckm-ów. Straty polskie to kilku rannych.